# Шевченка, 31
Неоготи́чний буди́нок із ве́жками — київський прибутковий будинок у стилі неоготики, розташований на бульварі Тараса Шевченка, 31. Зразок використання характерних для початку ХХ сторіччя форм історизму в оформленні пересічної житлової споруди. За рішенням виконавчого комітету Київської міськради народних депутатів № 49 від 21 січня 1986 року будинок поставлений на облік пам'яток архітектури.
Фланги фасаду спотворені сучасними заскленими балконами.

## Історія

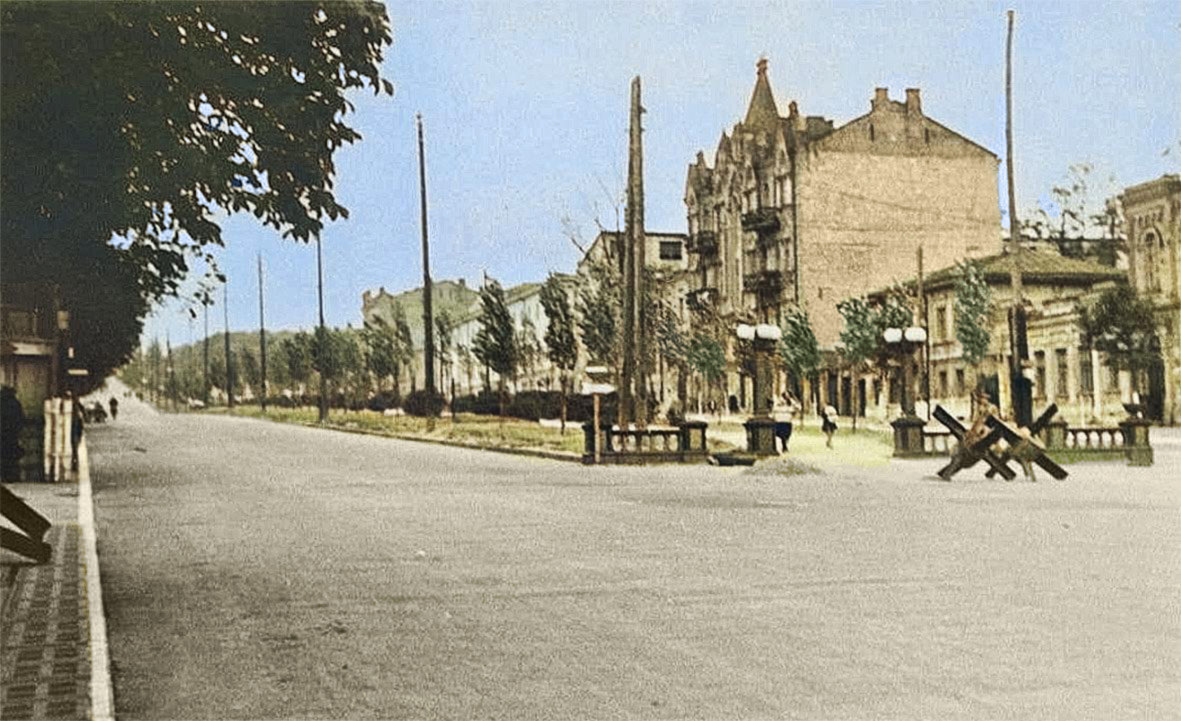
Кам'яниця на фото 1942 ще мала шпиль

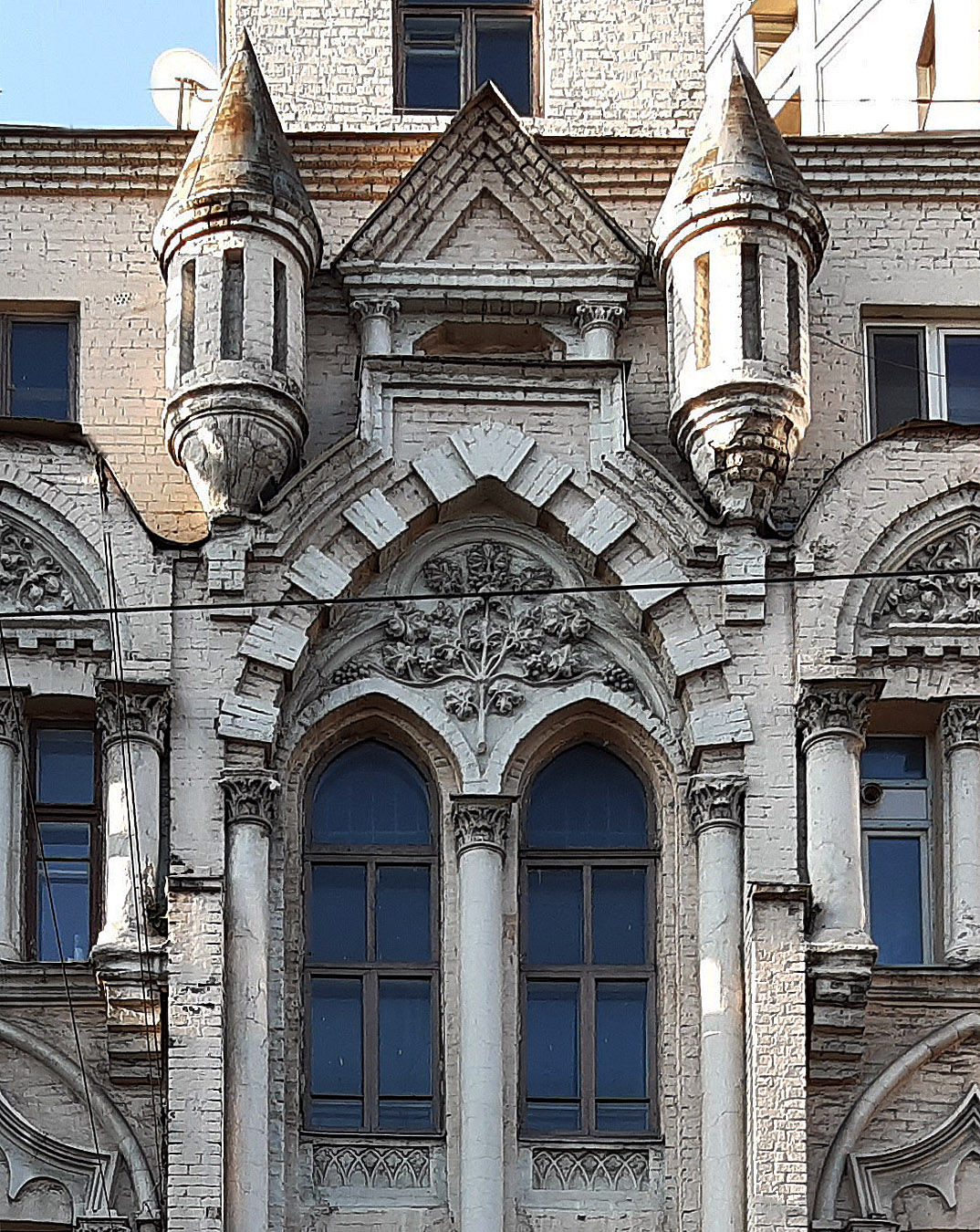
Циліндричні вежки обабіч аттика

Загальний інтерес формами готики у Києві спричинила архітектура нової Київської фортеці (1831—1861). У ХІХ сторіччі з'являються особняк Івана Терещенка (1874—1875), будинок аптекаря Фроммета (1873—1882). До готики знову звернулися у добу захоплення історичними стилями на зламі XIX—XX століть, коли у Києві спорудили вишуканий зразок неоготики архітектора Владислава Городецького — костел святого Миколая (1899). У цей же час зводять цілу низку прибуткових будинків з неоготичними елементами в оздобленні фасадів: Замок Річарда на Андріївському узвозі, 15 (1902); Будинок з котами на Гоголівській, 23 (1909); будинок Ікскюль-Гільденбанда на вулиці Левашовській, 19 (1901) та інші.
Неоготичний будинок із вежками звели у 1903 році, ймовірно, за проєктом архітектора Мартина Клуга.
На початку XX сторіччя в будинку жив Єлисей Трегубов, український культурний, громадський діяч, історик, етнограф, співробітник журналу «Кіевская старина», член Старої громади і комісії із складання словника української мови Української академії наук. Викладав у Колегії Павла Ґалаґана, а на час проживання — у Фундуклеївській жіночій гімназії.
4—12 квітня 1909 року у квартирі Єлисея Трегубова зупинявся письменник Іван Франко (1856—1916). Франко був одружений з Ольгою Хоружинською, сестрою дружини Трегубова. Під час приїзду письменник побував на поставленій за його твором виставі «Украдене щастя» у театрі Миколи Садовського. Завітав до Українського клубу, Українського наукового товариства, редакцій «Літературно-наукового вісника» на Володимирській вулиці, 28 і газети «Рада» на вулиці Ярославів Вал, 6. Відвідав українського композитора Миколи Лисенка на Маріїнсько-Благовіщенській вулиці (вулиці Саксаганського, 95-б) й Олени Пчілки на вулиці Саксаганського, 97.

## Архітектура

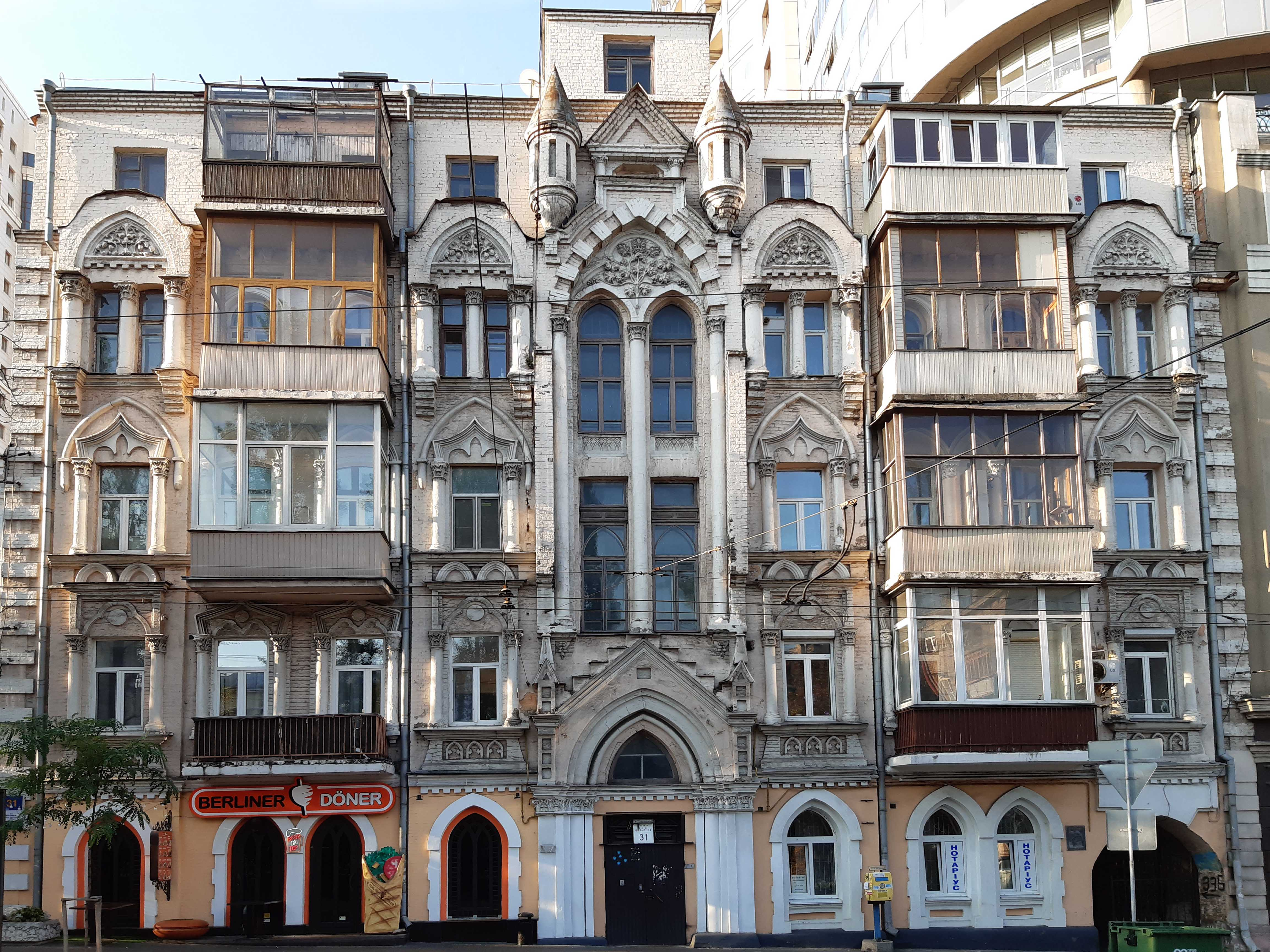
Фланги фасаду спотворені сучасними заскленими балконами

Будинок оформлений у стилі неоготики. Споруда — п'ятиповерхова, у центрі — шестиповерхова, цегляна, тинькована, паралелепіпед у плані. Має односекційне, двобічне планування. Парадний вхід і сходова кліть розміщені на центральній осі. Праворуч — арковий проїзд на подвір'я.
Центральна частина чолового фасаду акцентовано стрілчастим порталом головного входу. Сходова кліть підкреслена вертикалями здвоєних віконних прорізів і фланкована тричвертєвими колонами заввишки у два поверхи. Зверху — аттик із трикутним фронтоном, який оздоблюють дві циліндричні вежки зі шпилями.
Стрілчасті ніші у трьох центральних пряслах над вікнами четвертого поверху прикрашені ліпленим орнаментом, що надає декоративному оздобленню особливої вишуканості.

## Сучасний стан
Споруда використовується як житловий будинок із торговельними приміщеннями на першому поверсі. У будинку 16 квартир. Загальна площа квартир 1170,01 м². Фундамент стрічковий.
Наприкінці ХХ сторіччя власники квартир спаплюжили фасад будинку заскленими балконами. Первісний вигляд спотворений також добудованим поверхом.